# تبریک (ترانه پیودی‌پای)
«تبریک» (به انگلیسی: Congratulations) یک ترانه دیس از یوتیوبر سوئدی پیودی‌پای است که همراه با Roomie خواننده/نوازنده سوئدی-رومی و Boyinaband موسیقی‌دان انگلیسی آن را منتشر کرد. این تک‌آهنگ در ۳۱ مارس ۲۰۱۹ همراه با یک موزیک ویدیو در واکنش به پیشی گرفتن مشترکین کانال تی-سریز از پیودی‌پای و تبدیل شدن به «بیشترین دنبال‌کننده در یوتیوب» منتشر شد. این موزیک ویدیو در هند مسدود شد. این ویدیو بیش از ۲۱۵ میلیون بازدید دریافت کرد که آن را به دومین ویدیوی پربازدید در کانال پیودی‌پای تبدیل کرده‌است.

## پیش‌زمینه
در اواسط تا اواخر سال ۲۰۱۸، تعداد مشترکین لیبل موسیقی هندی تی-سریز به سرعت به تعداد مشترکین یوتیوبر سوئدی پیودی‌پای نزدیک می‌شد که در آن زمان، پیودی‌پای مقام «بیشترین تعداد مشترک» در یوتیوب را نیز داشت. در نتیجه، طرفداران، همراه با افراد مشهور و سایر کاربران یوتیوب، با تشویق دیگران به سابسکرایت کردن پیودی‌پای یا تی-سریز، حمایت خود را نشان دادند. در طول رقابت، هر دو کانال به سرعت تعداد زیادی مشترک به دست آوردند. این دو کانال در ماه فوریه، مارس، و سپس در آوریل ۲۰۱۹، زمانی که پیودی‌پای پایان رقابت را اعلام کرد، در تعدادی از موارد از نظر تعداد مشترکان از یکدیگر پیشی گرفتند و در نهایت تی-سریز پر مشترک‌شده‌ترین کانال یوتیوب شد.

## اشعار
در موزیک ویدیو، پیودی‌پای از تی-سریز به خاطر فروش آهنگ‌های دزدی در اوایل فعالیت و فرار مالیاتی رئیس آن، بوشان کومار (با اشاره به گزارش روزنامه تایمز هند) انتقاد می‌کند. همچنین او تی-سریز را به دلیل ارسال نامه توقف و انصراف و ادعای توهین آمیز بودن اقدامات و اشعار وی در دیس ترک لازانیا هرزه را مورد تمسخر قرار می‌دهد. در آخر پیودی‌پای با ارجاع به ویدیوهای گذشته، از طرفدارانش به خاطر همراهی با او در طول فعالیت حرفه‌ای‌اش در یوتیوب، تشکر می‌کند.

## بازتاب‌ها
محبوبیت این ترانه باعث شد که پیودی‌پای در ۳۱ مارس ۱۶۸۰۰۰ مشترک و در ۱ آوریل ۳۰۹۰۰۰ مشترک به دست آورد. این موضوع باعث شد که او در آن روز در توییتر خود عبارت «big lol» به همراه یک اسکرین شات از تعداد مشترکان خود توییت کند. او در ۸ آوریل با ۵۱۲۰۰۰ مشترک پیش بود. با این حال، با پیشی گرفتن دوباره تی-سریز از پیودی‌پای در ۱۴ آوریل ۲۰۱۹، اثر ویدیو از بین رفت.
هشت روز پس از انتشار ترانه «تبریک»، در کنار لازانیا هرزه هر دو موزیک ویدئو در هند مسدود شدند. تی-سریز اظهار داشت که این دو ترانه «افتراآمیز، تحقیرآمیز، توهین‌آمیز و زننده» هستند و شامل «کامنت‌های مکرر… توهین‌آمیز، مبتذل، و همچنین نژادپرستانه» هستند. دادگاه عالی دهلی علیه این دو آهنگ حکم صادر کرد. دادگاه خاطرنشان کرد که پیودی‌پای در ارتباط با تی-سریز پس از انتشار لازانیا هرزه از انتشار این ویدئو عذرخواهی کرده بود و «اطمینان داده بود که او [در حال] برنامه‌ریزی برای انتشار ویدیوهای دیگری نیست».
در آگوست ۲۰۱۹، گزارش شد که تی-سریز و پیودی‌پای اختلافات حقوقی خود را خارج از دادگاه حل و فصل کرده‌اند.

## موزیک ویدئو
موزیک ویدئو قبلاً در نوامبر ۲۰۱۸ ضبط شده بود زیرا پیش‌بینی می‌شد که روزی دنبال‌کنندگان تی-سریز از پیودی‌پای پیشی بگیرد. در موزیک ویدئو پیودی‌پای، Roomie، و Boyinaband در داخل اتاقی با تزئینات مهمانی، بادکنک‌ها، شامپاین و کیکی که لوگو تی-سریز را دارد، در حال جشن گرفتن هستند. آنها بخاطر اینکه تی-سریز به مقام «بیشترین دنبال‌کننده کانال یوتیوب» رسیده، تبریک می‌گویند و می‌خوانند و می‌رقصند. در وِرس دوم، پیودی‌پای از تمام طرفداران و مشترکین خود برای حمایت از او در طی این سال‌ها تشکر می‌کند و یک «Brofist» را به دوربین می‌دهد (به یاد اولین ویدئوهایش که مشت خود را می‌بوسید و به سمت دوربین می‌آورد). در آخر صحنه‌ای نشان داده می‌شود که پیودی‌پای، Roomie، و Boyinaband در شب در بیرون آتش بازی می‌کنند. ویدیو با دست زدن آهسته مستربیست پایان می‌یابد.